# سزار پلی
سزار پِلی (اسپانیایی: César Pelli‎؛ زادهٔ ۱۲ اکتبر ۱۹۲۶ _ درگذشته ۱۹ ژوئیه ۲۰۱۹) معمار برجستهٔ آرژانتینی‌تبار آمریکایی بود. بیشتر شهرت او به علت طراحی ساختمان‌های مرتفع است. مشهورترین اثر او در جهان، برج‌های دوقلوی پتروناس در مالزی هستند.
او در آغاز برای ایرو سارینن کار کرد تا اینکه در سال ۱۹۷۷ مستقل شد.
پلی دانش آموختهٔ دانشگاه ایلینوی در اوربانا شامپاین است. وی در سال ۱۹۷۷ میلادی به ریاست مدرسه معماری دانشگاه ییل درآمد تا سال ۱۹۸۴ میلادی به خدمت در این مقام ادامه داد. پلی در سال ۱۹۹۱ میلادی از طرف مؤسسه معماران آمریکا (AIA) به عنوان یکی از ۱۰ طراح معمار تأثیرگذار در آمریکا شناخته شد.

## جوایز و افتخارات
- ۲۰۰۴، دریافت جایزه معماری آقاخان برای اثر مشهور خود برج‌های دوقلوی پتروناس کوالالامپور.

## آثار
مشهورترین اثر او برجهای پتروناس در مالزی هستند. از آثار دیگر او:
- ۱۵۰۰ خیابان لوئیزیانا
- آریا
- کتابخانه شهرستان هنپین
- برج بلومبرگ
- مرکز مالی جهانی

## نگارستان آثار

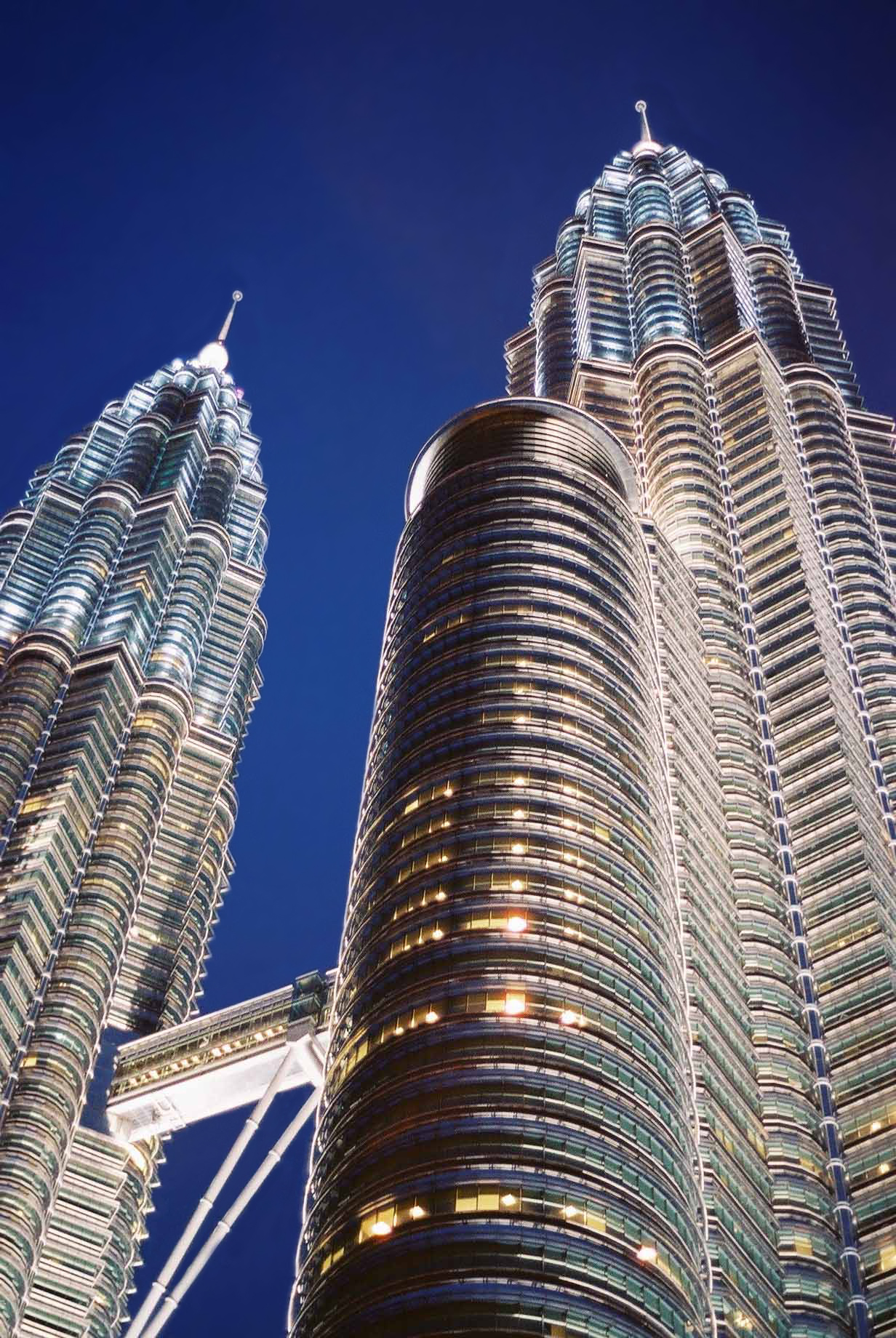
برج‌های پتروناس مالزی.
پایانه شماره ۲ فرودگاه بین‌المللی توکیو
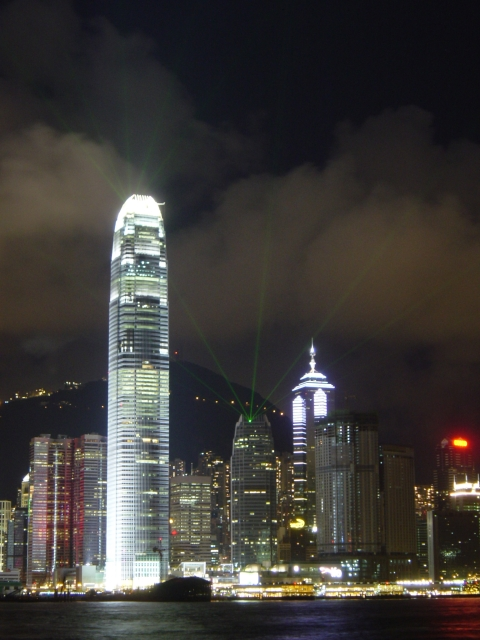
ساختمان مالی بین‌المللی هنگ کنگ
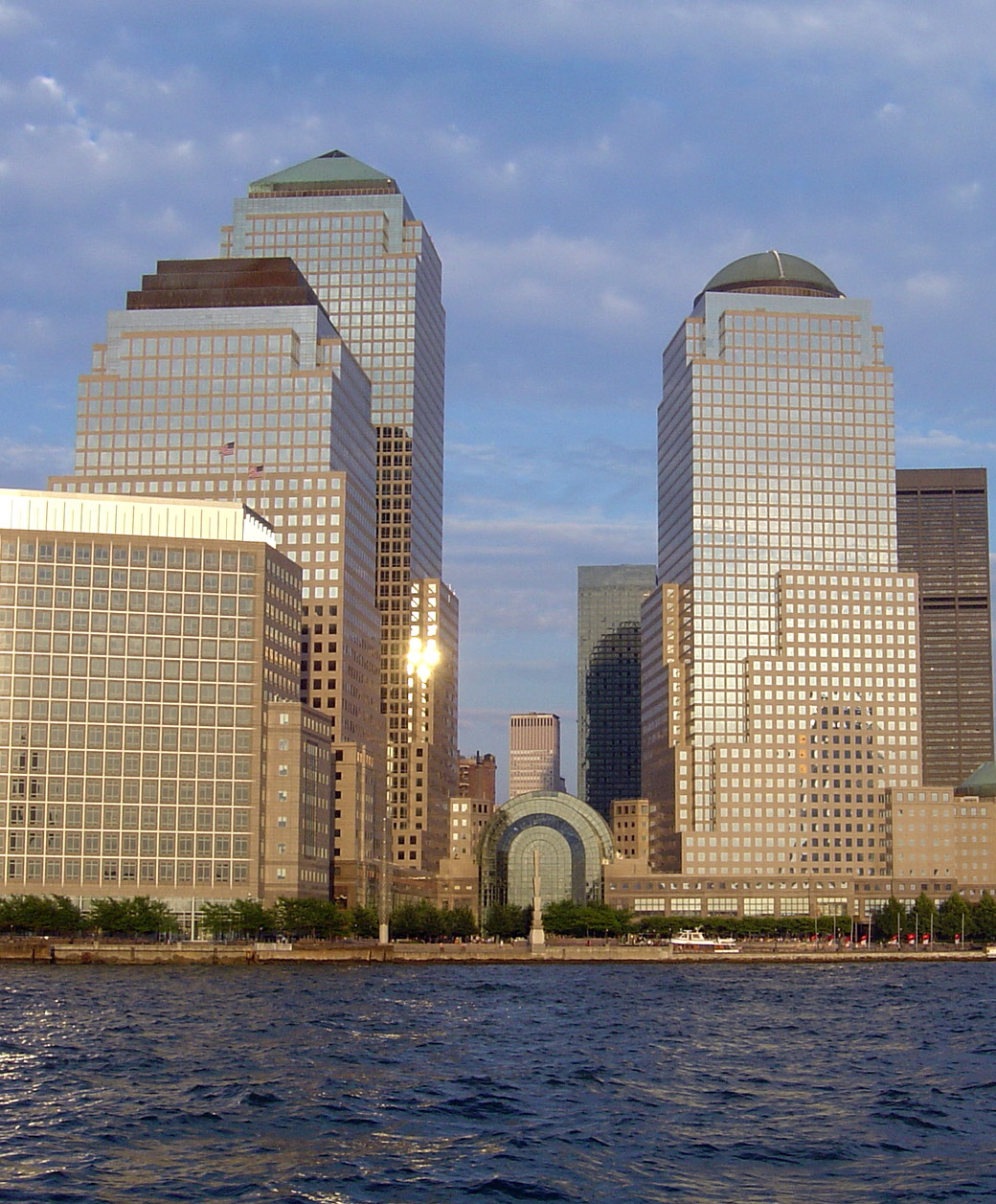
مرکز اقتصادی در نیویورک